# Olorunia punctata
Olorunia punctata là một chi đơn loài nhện trong họ Agelenidae. Chúng được Pekka T. Lehtinen miêu tả năm 1967, và chỉ được tìm thấy ở châu Phi.